# 欧司朗
欧司朗（FWB：OSR）照明公司(Osram Licht AG)是一家德国跨国照明制造商，总部位于德国慕尼黑。 “ Osram”的名称源自Osmium（锇）和Wolfram（德语中为钨，也用于英语），这两种元素在公司成立时通常用于照明灯丝。
欧司朗成立于1919年，由Auergesellschaft，Siemens＆Halske和AllgemeineElektrizitäts-Gesellschaft（AEG）的照明业务合并而成。 2013年7月5日，欧司朗从西门子公司剥离出来，其股票于2013年7月8日在法兰克福证券交易所上市。经过与贝恩资本的竞购战，欧司朗于2019年12月被AMS成功收购。

## 历史
其总部设于德国城市慕尼黑。欧司朗分别在中国大陆的广州、佛山与昆山和马来西亚槟城峇六拜开设了生产基地，在中國大陸设有近40个销售办事处、在华员工近8000人，在臺灣設有1個辦事處。
旗下唯一的上市公司為佛山電器照明股份有限公司，屬於深圳證券交易所。
2013年7月8日，該公司從當時西門子分拆於法蘭克福证券交易所上市。
2017年10月5日，西门子公司以12亿欧元价格将其持有的欧司朗17%股份出售给相关行业的机构投资商。
2019年12月6日奧地利微電子（AMS）斥資46億歐元（51億美元）收購歐司朗（Osram）逾55%股權，

## 运营
欧司朗是一家总部位于慕尼黑的跨国公司，在全球拥有约34,000名员工。欧司朗在全球120多个国家/地区开展业务。在2014财年，实现收入约51亿欧元。该公司在北美的业务是欧司朗西尔瓦尼亚（Osram Sylvania），总部位于马萨诸塞州威尔明顿；在加拿大，墨西哥，美国和美国领土上出售的产品均以Osram Sylvania品牌进行销售。

### 欧司朗光电半导体
欧司朗光电半导体是欧司朗的全资子公司，该公司设计和制造光半导体产品。该子公司的主要产品之一是发光二极管（LED）。作为照明，传感和可视化领域的全球第二大光电半导体制造商，欧司朗光电半导体有限公司将半导体，转换材料和封装方面的广泛专业知识结合起来。除了其总部位于德国雷根斯堡之外，它还在马来西亚槟城和居林以及中国无锡设有生产基地，并设有全球销售和营销中心网络。

### 欧司朗西尔瓦尼亚
欧司朗西尔瓦尼亚制造和销售各种用于家庭，企业和车辆的照明产品，在北美照明市场中占有最大份额。在2006财政年度，该公司的销售额约为20亿欧元，占欧司朗总销售额的43％。它在北美拥有约11200名员工，总部位于波士顿以北的马萨诸塞州威尔明顿。该公司的大多数产品都以SYLVANIA或OSRAM品牌在北美和南美销售。

### Traxon Technologies
Traxon Technologies及其控制品牌“ e：cue lighting control”是固态照明和控制系统提供商。 2009年，Traxon Technologies与欧司朗（OSRAM）建立了合资企业，该合作关系最终引致欧司朗在2011年完全收购Traxon。